# 9 Dywizja Piechoty (Imperium Rosyjskie)
9 Dywizja Piechoty (ros. 9-я пехотная дивизия) – dywizja piechoty armii Imperium Rosyjskiego, w tym okresu działań zbrojnych I wojny światowej.

## Charakterystyka
Na początku lat 30. XIX w. dokonano reorganizacji rosyjskiej piechoty. Zmniejszono liczbę dywizji i zmieniono ich numerację. 29 stycznia 1833 11 Dywizja Piechoty stała się 9 Dywizją Piechoty. 

W 1914 wchodziła w skład 10 Korpusu Armijnego. Sztab dywizji stacjonował w Połtawie. W tym czasie dywizja etatowo posiadała cztery pułki po cztery bataliony oraz brygadę artylerii polowej z 6 bateriami po 8 dział. Doświadczenie zdobyte podczas walk na frontach I wojny światowej  skutkowało zmianami organizacyjnymi. Zimą z 1916 na 1917 rozpoczęto reorganizację dywizji piechoty. Zredukowano liczbę batalionów z 16 do 12 i zmniejszono liczbę dział polowych na mniej aktywnych odcinkach frontu.

## Struktura organizacyjna
Organizacja w 1914
- 1 Brygada Piechoty (Połtawa)
  - 33 Jelecki pułk piechoty (Połtawa)
  - 34 Siewski pułk piechoty (Połtawa)
- 2 Brygada Piechoty (Krzemieńczuk)
  - 35 Briański pułk piechoty (Krzemieńczuk)
  - 36 Orłowski pułk piechoty (Krzemieńczuk)
- 9 Brygada Artylerii (Połtawa)